# Erna Solberg

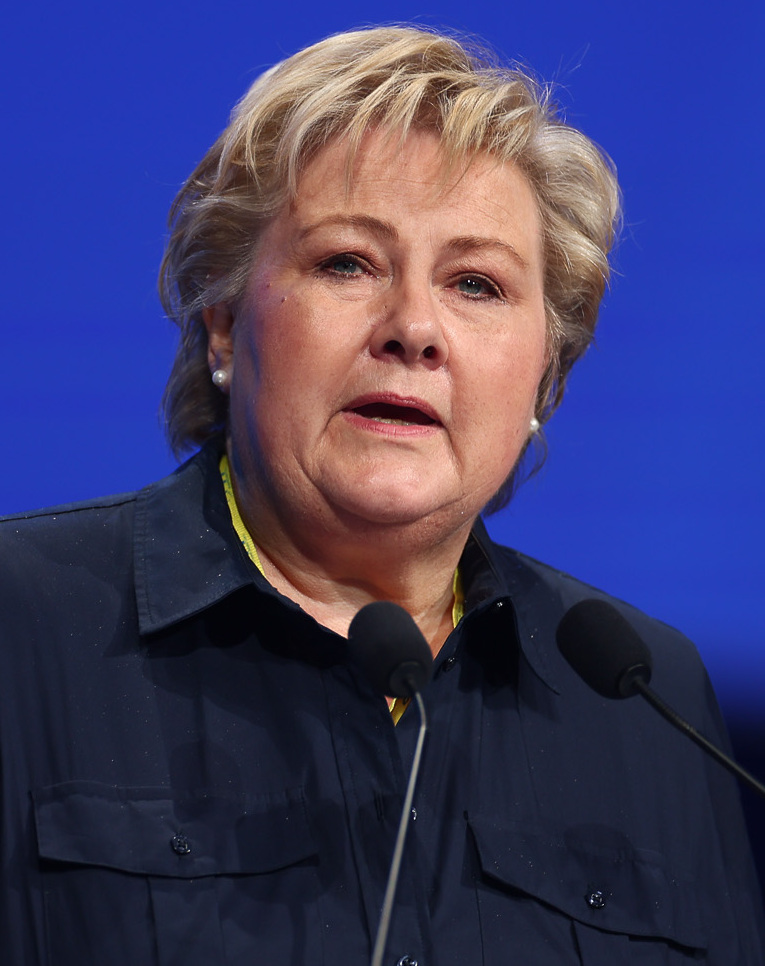
Erna Solberg, 2025

Erna Solberg (* 24. Februar 1961 in Bergen, Hordaland) ist eine norwegische Politikerin der konservativen Partei Høyre, deren Vorsitzende sie seit 2004 ist. Sie war vom 16. Oktober 2013 bis zum 14. Oktober 2021 die Ministerpräsidentin (Statsminister) ihres Landes. Von Oktober 2001 bis Oktober 2005 fungierte Solberg als Kommunal- und Regionalministerin. Seit 1989 ist sie Abgeordnete im Storting.

## Leben
Erna Solberg wurde als Tochter der Büroangestellten Inger Wenche Torgersen und Asbjørn Solberg († 1989), Berater für die städtische Verkehrsgesellschaft Bergen Sporvei, geboren. Als 16-Jährige wurde bei ihr eine Legasthenie diagnostiziert. Nach dem Schulabschluss 1979 studierte sie Soziologie, Vergleichende Politikwissenschaft, Statistik und Sozialökonomie an der Universität Bergen. 1986 erhielt Solberg den akademischen Grad candidata magisterii. 1996 heiratete sie Sindre Finnes (* 1964), mit dem sie eine Tochter (* 1998) und einen Sohn (* 1999) hat.
Solberg war zunächst von 1979 bis 1983 und 1987 bis 1989 Mitglied des Bergener Stadtrats, bevor sie für den Wahlkreis Hordaland (Bergen) 1989 als Abgeordnete ins norwegische Parlament gewählt wurde. In den 1990er Jahren engagierte sie sich in der Haushaltspolitik und in Fragen der Gentechnik. Sie nahm Stellung zu künstlicher Befruchtung und Abtreibung. Dabei zeigte sie eine restriktive Grundhaltung, verteidigte jedoch das Selbstbestimmungsrecht der Frau. 1993–1994 war sie Vorsitzende der Frauenorganisation der Konservativen (HKL), nach deren Auflösung von 1994 bis 1998 frauenpolitische Sprecherin der Partei.
Im zweiten Kabinett Bondevik wirkte sie vom 19. Oktober 2001 bis 17. Oktober 2005 als Kommunal- und Regionalministerin. Ihre Amtsführung war von einer gewissen Kompromisslosigkeit geprägt, was ihr den Spitznamen „Eiserne Erna“ (Jern-Erna) eintrug. Sie verschärfte die Einwanderungspolitik und senkte die staatlichen Zuwendungen an die Kommunen. Andererseits trat sie für eine bisher ausgebliebene Kommunalstrukturreform ein, um die Leistungsfähigkeit der kleinsten Verwaltungseinheiten zu stärken. 2004 übernahm sie die Parteiführung der Konservativen und rückte zur stellvertretenden Ministerpräsidentin auf. In der anschließenden Oppositionszeit führte sie von 2005 bis 2013 die Fraktion der Konservativen. Sie gilt im parlamentarischen Betrieb als sachlich, fleißig, gut informiert und loyal.

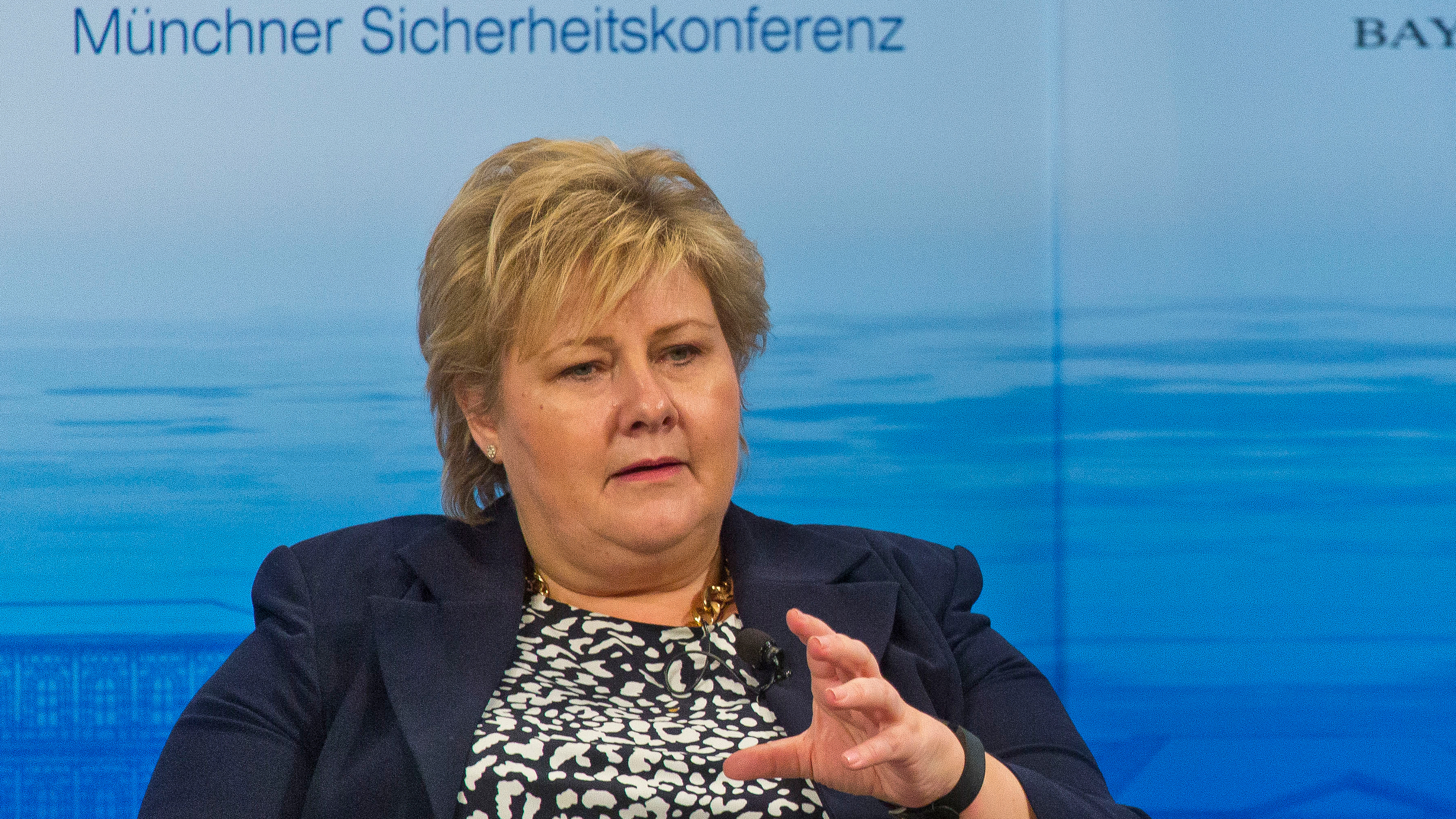
Erna Solberg während der Münchner Sicherheitskonferenz 2016

Da Høyre 2005 das schlechteste Wahlergebnis ihrer Geschichte eingefahren hatte, war Solbergs Führungsanspruch die gesamte Legislaturperiode hindurch umstritten. Mit dem positiven Abschneiden bei der Parlamentswahl 2009 saß Solberg dann fest im Sattel. Sie konnte sich außerdem in Konkurrenz zu Siv Jensen von der rechtspopulistischen Fortschrittspartei immer stärker als Oppositionsführerin durchsetzen. Steigende Umfragewerte seit 2010 machten sie in der Wahl 2013 zur Mitte-rechts-Kandidatin für das Amt der Regierungschefin. Auch die Kommunal- und die Fylkestingswahl im Herbst 2011 hatten starke Stimmengewinne gebracht.
Im Anschluss an den Wahlsieg bei der Stortingswahl 2013 führte sie Koalitionsverhandlungen, die in eine Minderheitsregierung aus Konservativen und Fortschrittspartei mündeten, die Regierung Solberg. Es handelt sich um eine von Christdemokraten und liberaler Venstre unterstützte Minderheitsregierung. Damit trat sie die Nachfolge des Sozialdemokraten Jens Stoltenberg an. Auch die Parlamentswahl 2017 führte sie erneut als Spitzenkandidatin ihrer Partei an. Obwohl sie an Zustimmung verlor, konnte sie erneut erfolgreich eine Minderheitsregierung bilden, der nun neben den Konservativen und der Fortschrittspartei auch die liberale Partei Venstre angehörte und welche weiter auf die Unterstützung der christdemokratischen KrF angewiesen war. Im Januar 2019 trat auch die KrF der Koalition bei, wodurch Solberg zum ersten norwegischen Staatsminister einer bürgerlichen Mehrheitsregierung seit 1985 wurde. Nachdem die Fremskrittspartiet (FrP) aus der Regierung austrat, führte sie seit Januar 2020 wieder eine Minderheitsregierung an. Bei der Parlamentswahl 2021 verloren die ihrer Regierung zugrundeliegenden Unterstützerparteien die Mehrheit.
Ihre Amtszeit als Ministerpräsidentin endete am 14. Oktober 2021. Nachdem sie als Mitglied der Regierung ihr Mandat im Parlament hatte ruhen lassen müssen, kehrte sie im Oktober 2021 ins Storting zurück. Sie wurde Mitglied im Außen- und Verteidigungsausschuss. Bei den Kommunal- und Fylkestingswahlen im September 2023 erzielte ihre Partei die meisten Stimmen auf Landesebene. Die Wahl wurde die erste Wahl seit 99 Jahren, bei der Høyre und nicht die sozialdemokratische Arbeiderpartiet die meisten Stimmen erlangte. Vier Tage nach der Wahl gab Solberg bekannt, dass ihr Ehemann während ihrer Amtszeit als Ministerpräsidentin weit mehr Aktienkäufe getätigt habe, als ihr und der Öffentlichkeit bis dahin bekannt gewesen seien. Dadurch hätte sie während ihrer Amtszeit in mehreren Angelegenheiten als befangen gelten müssen. Solberg geriet in der Folge unter anderem wegen des Verdachts des möglichen Insiderhandels in die Kritik. Kritisiert wurde auch, dass die Daten erst wenige Tage nach der Wahl herausgegeben wurden.